# Halycaea javana
Halycaea javana är en stekeartl som först beskrevs av David Timmins Fullaway 1919. 
Halycaea javana ingår i släktet Halycaea och familjen bracksteklar. Inga underarter finns listade i Catalogue of Life.